# Eva Simons
Eva Simons (nacida el 25 de abril de 1984, Ámsterdam, Países Bajos) es una cantante neerlandesa que llamó la atención del público por primera vez en 2004 al ganar el concurso de televisión Popstars como parte de la banda de chicas Raffish. En el 2009 inició su carrera como solista.

## Biografía

### Inicios
Eva Simons se crio en una familia de músicos. Su abuelo era el famoso acordeonista Johnny Meijer, de quien se puede ver una estatua en Ámsterdam. Cuando era una niña, para ella Johnny era simplemente su abuelo. Al crecer descubrió sus grabaciones con ilusión. "Quién sabe, a lo mejor algún día sampleo una de sus grabaciones para uno de mis temas", bromea. Su padre es pianista y su padrastro Wim Both es un trompetista que toca en varias formaciones, entre ellas la renombrada German WDR Big Band. La madre de Eva, Ingrid Simons, es vocalista y ha colaborado como segunda voz con grupos como The Supremes.
Por tanto, no sorprende una fotografía de Eva a los dos años jugando con las teclas del piano. "Pensé que había aprendido sola, pero luego recordé lo contenta que me puse dos años después cuando mi madre dijo que yo podía tomar clases", afirma. Menos de una década después había compuesto su primer tema para piano.

A los dieciséis años descubrió los programas Logic y Pro Tools y comenzó a producir de forma profesional. "Quería usar algunos ritmos además del sonido del piano y oír cómo quedaban mis canciones". 

En 2008 comenzó a componer para otros artistas. Y atención, porque pronto estos trabajos se editarán en su país. Las canciones de la artista suelen inspirarse en fragmentos de su vida. Admite que "a veces hablan de amor, de rupturas, de las peleas con tu madre o de un perro que ha muerto". Su pasión por la música es tan grande que la artista llegó a odiar el colegio: "Sólo teníamos una clase de música semanal. Pero yo me moría por tocar todo el día, cada día de la semana". Así que a los dieciséis años decidió ingresar en el Conservatorium van Ámsterdam, donde logró formarse profesionalmente: aprendió desde tecnología de la música a cómo tocar en varias formaciones. "Para mí era como Disneylandia". 

Como aún era menor de 18 años, la cantante tuvo que empezar con los cursos preparatorios. Durante su tiempo en el conservatorio, en un primer momento estudió músicas del mundo, luego cambió al jazz, después al pop y a los veintitrés obtuvo su diploma. Mientras tanto, obtuvo experiencia como cantante de coro y componiendo música para anuncios publicitarios.
La artista formó parte de un grupo femenino llamado Raffish. Junto con sus cuatro compañeras, logró ser número uno en la Plaything en Noruega. Con este grupo publicó el álbum How Raffish Are You?, además de dos sencillos del mismo álbum: "Thursday's Child" and "Let Go". El grupo se disolvió en 2006.
En 2009 fue la vocalista femenina de la edición holandesa de ¡Mira quién baila! y de Factor X.

### 2009-presente
En 2009, publicó su primera canción Silly Boy, cuya demo recibió más de 10 millones de visitas en YouTube al aparecer erróneamente como una colaboración entre las cantantes Lady Gaga y Rihanna.
En 2010 colaboró con el productor holandés Afrojack en Take Over Control, el sencillo que le dio la fama mundial.
En marzo de 2012, Eva lanzó I Don't Like You y cuenta con la producción del DJ y productor ruso Zedd. Es el primer sencillo de Eva-Lution (su álbum debut aún sin fecha confirmada para su lanzamiento). Éste consiguió el #1 en las listas de música dance de Estados Unidos y 1 millón de visitas en el vídeo. En mayo, se lanzó This Is Love, una colaboración para will.i.am, el cual alcanzó la primera posición en varios países de Europa, entre ellos Reino Unido y los Países Bajos. En junio se editó Renegade, el segundo sencillo del disco, lanzado únicamente en los Estados Unidos.
La cantante también fue la telonera de Beyoncé, en las fechas neerlandesas de su gira Mrs Carter Show de 2013, donde interpretó algunos de sus nuevos temas.
En junio de 2014, contrajo matrimonio con el DJ y productor holandés Sidney Samson en Ámsterdam. A principios de 2015 también hizo su debut como actriz en la película de habla neerlandesa Heksen Bestaan Niet dirigido al mercado adolescente.
En abril de 2015, lanzó el sencillo llamado «Policeman» a través del sello de Powerhouse Music, una canción inspirado en el dancehall bajo la producción de Sidney Samson y cuenta con un video musical dirigido por Rigel Kilston.
En 2017 lanzó su sencillo "Guaya", una canción con la que cambió totalmente de registro y un videoclip en el que se veía esa diferencia en su carrera en el mundo de la música.

## Discografía

### Sencillos en listas
| 2009                                                                     | «Silly Boy»                | 12 | 36 | 45 | 55 | 62 | — | —  | 149 | 51 |
| 2012                                                                     | «I Don't Like You»         | —  | —  | —  | —  | —  | 1 | —  | —   | —  |
| 2012                                                                     | «Renegade»                 | —  | —  | —  | —  | —  | — | —  | —   | —  |
| 2013                                                                     | «Chemistry»                | 28 | —  | —  | —  | —  | — | —  | —   | —  |
| 2015                                                                     | «Policeman» (con Konshens) | 10 | —  | —  | —  | 19 | — | 35 | —   | —  |
| "—" marca un título que no tuvo posición o no fue publicado en ese país. |                            |    |    |    |    |    |   |    |     |    |

#### Colaboraciones en listas
| Año  | Título                                                | Mejor posición en listas | Mejor posición en listas | Mejor posición en listas | Mejor posición en listas | Mejor posición en listas | Mejor posición en listas | Mejor posición en listas | Mejor posición en listas | Mejor posición en listas | Mejor posición en listas | Álbum               |
| Año  | Título                                                | HOL                      | ALE                      | AUS                      | AUT                      | BEL (Fla)                | CAN                      | EUA                      | FRA                      | IRL                      | R.U.                     | Álbum               |
| ---- | ----------------------------------------------------- | ------------------------ | ------------------------ | ------------------------ | ------------------------ | ------------------------ | ------------------------ | ------------------------ | ------------------------ | ------------------------ | ------------------------ | ------------------- |
| 2010 | «Take Over Control» (Afrojack con Eva Simons)         | 12                       | 78                       | 17                       | 46                       | 57                       | 39                       | 41                       | —                        | 47                       | 24                       | Sencillo sin álbum  |
| 2012 | «This Is Love» (will.i.am con Eva Simons)             | 1                        | 54                       | 7                        | 15                       | 1                        | 14                       | 110                      | 2                        | 1                        | 1                        | Willpower           |
| 2014 | «This Girl» (Stafford Brothers con Eva Simons y T.I.) | —                        | —                        | 58                       | —                        | 72                       | —                        | —                        | —                        | —                        | —                        | N/A                 |
| 2014 | «Celebrate the Rain» (Sidney Samson con Eva Simons)   | 23                       | —                        | —                        | —                        | —                        | —                        | —                        | —                        | —                        | —                        | Sencillos sin álbum |

Otras colaboraciones
| Año              | Título                                  | Artista(s)              | Álbum                              |
| ---------------- | --------------------------------------- | ----------------------- | ---------------------------------- |
| 2009             | «Pass Out»                              | Chris Brown             | Graffiti                           |
| 2010             | «Mr & Mrs Smith»                        | M. Pokora               | Mise à Jour                        |
| 2010             | «What Do They Know»                     | Roll Deep               | Winner Stays On                    |
| 2010             | «Pressure in the Club»                  | DJ Snake                |                                    |
| 2011             | «Best Night» (con will.i.am y GoonRock) | LMFAO                   | Sorry for Party Rocking            |
| 2012             | «I Need More»                           | Apster                  |                                    |
| 2012             | «Bulletproof»                           | Doctor P                | Animal Vegetable Mineral Part 1 EP |
| «Dream Together» | Dimitri Vegas & Like Mike               |                         |                                    |
| 2014             | «Let's Do It Right»                     | The Young Professionals |                                    |
| 2014             | «Unstoppable»                           | R3hab                   | Beats of the Beautiful Game        |